# Thoe (краб)
Thoe (лат.) — род крабов семейства Mithracidae (или Mithracinae в составе Majidae). Все современные виды рода Thoe являются эндемиками Северной и Южной Америки.

## Описание
Мелкие крабы с длиной карапакса от 10 до 12 мм. Известно 3 современных вида и два ископаемых.
Современные виды Thoe эндемичны для Америки, два вида встречаются в западной Атлантике — Thoe aspera Rathbun, 1901, и Thoe puella Stimpson, 1860, и один — в восточной части Тихого океана — Thoe erosa Bell, 1836. Из-за своих малых размеров и криптических привычек, а также нарушающего окраску и фон соответствия, виды Thoe редки в коллекциях и их трудно найти в естественных местообитаниях.
†Thoe vanuaensis из плиоцена Вануа Мбалаву (остров Фиджи), был описан по фрагменту левой хелипеды, включая частично сохранившиеся неподвижные и подвижные пальцы, однако, его отнесение к этому роду сомнительно, и необходимо провести детальное исследование этого материала, чтобы исключить его отнесение к другому роду. Другой ископаемый вид, †Thoe asperoides из позднего миоцена Панамы, напротив, похож на современный вид T. aspera.
Thoe сходен с близкородственным родом Hemus A. Milne-Edwards, 1875, с которым они занимают сходные ниши в тропических эпифаунистических скоплениях и имеют сходную морфологию. Молекулярные исследования показали, что Thoe, Hemus, Petramithrax Windsor and Felder, 2014 и Mithraculus White, 1847 образуют монофилетическую кладу. Виды внутри рода Thoe также образует монофилетическую группу с высокой степенью поддержки (97 %). В составе рода выделяют или выделяли следующие современные виды:
Состав по данным на 2022 года
- Thoe aspera Rathbun, 1901
- Thoe erosa Bell, 1836[1]
  - = Platypes edentata Lockington, 1877
  - = Thoe panamensis Nobili, 1901
  - = Thoe sulcata Stimpson, 1860

- Thoe puella Stimpson, 1860
  - = Pisa latipes Desbonne, in Desbonne & Schramm, 1867

### Палеонтология
- †Thoe asperoides Collins and Todd, 2005 in Todd and Collins, 2005
- †Thoe vanuaensis Rathbun, 1945